# William Shadrack Shallenberger

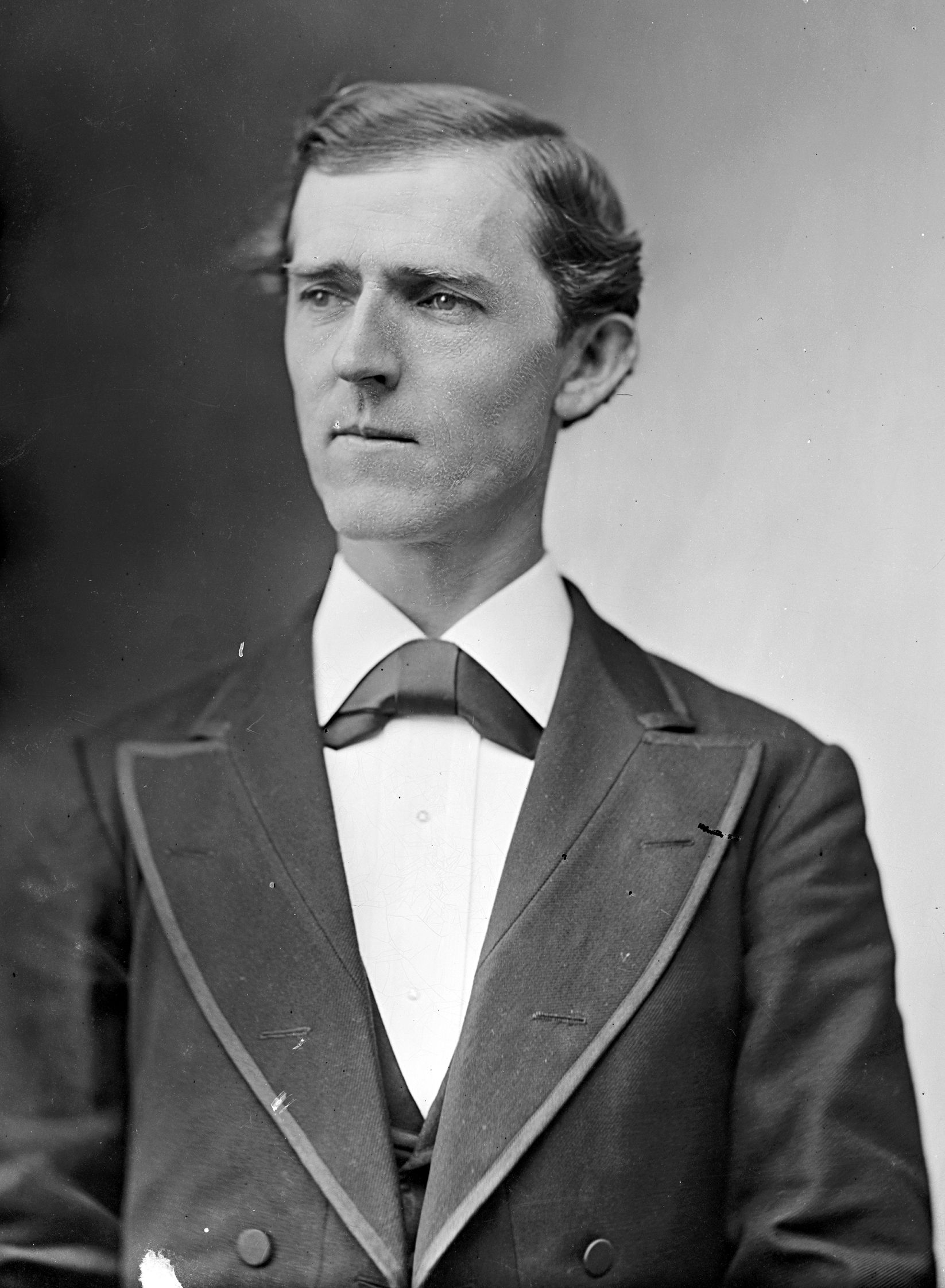
William Shadrack Shallenberger

William Shadrack Shallenberger (* 24. November 1839 in Mount Pleasant, Westmoreland County, Pennsylvania; † 15. April 1914 in Washington, D.C.) war ein US-amerikanischer Politiker. Zwischen 1877 und 1883 vertrat er den Bundesstaat Pennsylvania im US-Repräsentantenhaus.

## Werdegang
William Shallenberger besuchte die öffentlichen Schulen seiner Heimat sowie die Mount Pleasant Academy. Im Jahr 1862 absolvierte er die Lewisburg University, die heutige Bucknell University. Zwischen 1862 und 1864 diente er während des Bürgerkrieges im Heer der Union. Danach arbeitete er in Rochester im Handel. Politisch schloss er sich der Republikanischen Partei an. In den Jahren 1872 und 1874 war er deren Bezirksvorsitzender im Beaver County.
Bei den Kongresswahlen des Jahres 1876 wurde Shallenberger im 24. Wahlbezirk von Pennsylvania in das US-Repräsentantenhaus in Washington gewählt, wo er am 4. März 1877 die Nachfolge von John Winfield Wallace antrat. Nach zwei Wiederwahlen konnte er bis zum 3. März 1883 drei Legislaturperioden im Kongress absolvieren. Ab 1881 war er Vorsitzender des Ausschusses für öffentliche Liegenschaften.
Im Jahr 1897 wurde William Shallenberger vom neuen US-Präsidenten William McKinley als Second Assistant Postmaster General in das Bundespostministerium berufen. Dieses Amt bekleidete er bis 1907. Er starb am 15. April 1914 in der Bundeshauptstadt Washington und wurde auf dem Nationalfriedhof Arlington in Virginia beigesetzt.